# Erich Reheis
Erich Reheis (* 22. September 1905 in Innsbruck; † unbekannt) war ein österreichischer, nationalsozialistischer Politiker und Gutsverwalter aus Horitschon. Er wurde am 15. März 1938 von Gauleiter Tobias Portschy zum Mitglied des Burgenländischen Landtags ernannt. Er beantragte am 13. Mai 1938 die Aufnahme in die NSDAP und wurde rückwirkend zum 1. Mai desselben Jahres aufgenommen (Mitgliedsnummer 6.184.330).